# Nothogomphodon
Nothogomphodon is een geslacht van uitgestorven therocephalide therapsiden. Het is ingedeeld in de familie Bauriidae en geplaatst in zijn eigen onderfamilie Nothogomphodontinae, een familie is gedefinieerd als alle Eutherocephalia nauwer verwant aan Nothogomphodon danilovi dan aan Ericiolacerta parva of Bauria cynops.

## Beschrijving
Nothogomphodon was ongebruikelijk onder therocephaliden vanwege zijn in sectoren verdeelde gebit, een kenmerk dat het deelde met cynodonten.

## Soorten
De geslachtsnaam betekent 'zuidelijke gomphodont', een verwijzing naar de zuidelijke Oeral.
Er zijn twee beschreven soorten: Nothogomphodon danilovi en Nothogomphodon sanjiaoensis. Nothogomphodon danilovi is de typesoort en is bekend uit Rusland waar hij gevonden is bij Michailowka. De soort is in 1976 benoemd door Tatarinow. De soortaanduiding eert Igor Gennadiewitsj Danilow. Het holotype is PIN 2865/1, een schedel met een dentarium van de onderkaak. 
Nothogomphodon sanjiaoensis is bekend uit China en is door Liu & Abdala in 2015 benoemd. De soortaanduiding verwijst naar de vindplaats Sanjiao. Het holotype is VPP V20170, een paar voorste onderkaken. Nothogomphodon sanjiaoensis kan worden onderscheiden van Nothogomphodon danilovi door zijn eivormige hoektandbasis en duidelijke opening tussen de hoektand en de eerste tand achter de hoektand.